# El Rincón, Jalacingo
El Rincón är en ort i Mexiko.   Den ligger i kommunen Jalacingo och delstaten Veracruz, i den sydöstra delen av landet, 190 km öster om huvudstaden Mexico City. El Rincón ligger 2 430 meter över havet och antalet invånare är 127.
Terrängen runt El Rincón är kuperad åt nordväst, men åt sydost är den platt. Terrängen runt El Rincón sluttar österut. Runt El Rincón är det ganska tätbefolkat, med 90 invånare per kvadratkilometer. Närmaste större samhälle är Teziutlan, 19,2 km norr om El Rincón. Trakten runt El Rincón består till största delen av jordbruksmark.